# Leo Commu
Leo Commu (Hilversum, 27 de octubre de 1946 - Enschede, 23 de mayo de 1972) fue un piloto holandés de motociclismo, que participó en el Campeonato del Mundo de Motociclismo desde 1969 hasta su muerte en 1971.

## Biografía
Carpintero de profesión, Commu comenzó a competir con motocicletas en 1966 con el consejo de Martin Mijwaar, cofundador de Jamathi junto a Jan Thiel. Commu ya había perdido durante un año y medio poco después de obtener su licencia de motocicleta debido a delitos de exceso de velocidad con un Greeves de 350 cc , y Mijwaar le aconsejó que pusiera su energía en las carreras de motocicletas.
En 1966, Leo Commu optó por una Suzuki de 250 cc y con ella, ganó la carrera de 250 cc en Tubbergen. En 1968 Leo se mantuvo en Suzuki porque Jan Thiel ahora estaba demasiado ocupado con el equipo Jamathi. Con ella terminó segundo en el Campeonato holandés ese año, detrás de su amigo Rob Bron. A causa de estos excelentes resultados, en 1969 se le ofreció conducir una Yamaha TR 2 de 350 cc para el Equipo Motorpaleis-Riemersma para el Campeonato del Mundo de Motociclismo. Anotó su primer punto en el Mundial al terminar décimo en el Gran Premio de los Países Bajos. En 1970, construyó su propio cuadro de una Yamaha de 250cc junto con Martin Mijaart por las noches. En la carrera de Gran Premio de los Países Bajos de 1970 de 350cc, cayó cuando discurría en la tercera posición debido a un resorte defectuoso en una tapa de bujía y en Monza estaba en el grupo principal cuando se rompió su tanque de gasolina. Como resultado, su neumático trasero se mojó y se cayó.
En 1971, recibió el apoyo del concesionario de BMW Hennie van Donkelaar, quien puso a su disposición una Yamaha TR2, pero en la carrera de 250 cc condujo un Yamaha TD 2 con un cuadro de construcción propio y en la de 50cc lo hizo con una Jamathi. Ese año, las Jamathis se quedaron claramente por detrás de las Van Veen-Kreidler y las Derbi. Leo Commu terminó en el puesto 14 en la general del Mundial de 50 cc, y el 27 en la de 250 cc.

## Muerte
En la carrera en Tubbergen de 1972 ya había sido desastrosa durante los entrenamientos, donde Jan Rietdijk había resultado gravemente herido. Y justo antes del comienzo de las carreras, se derrumbó una tribuna que mató a dos personas durante la carrera de 250 cc. Ya en carrera, Commu estuvo involucrado en un choque con Adri van den Broeke y moriría a los 25 años en el hospital de Enschede.

## Resultados en el Campeonato del Mundo
Sistema de puntuación desde 1950 hasta 1968:
| Posición | 1 | 2 | 3 | 4 | 5 | 6 |
| Puntos   | 8 | 6 | 4 | 3 | 2 | 1 |

Sistema de puntuación desde 1969 en adelante:
| Posición | 1  | 2  | 3  | 4 | 5 | 6 | 7 | 8 | 9 | 10 |
| Puntos   | 15 | 12 | 10 | 8 | 6 | 5 | 4 | 3 | 2 | 1  |

(Carreras en negrita indica pole position; carreras en cursiva indica vuelta rápida)
| Año  | Cat.  | Moto    | 1       | 2      | 3     | 4       | 5       | 6     | 7     | 8     | 9     | 10    | 11    | 12    | Pts. | Pos. |
| ---- | ----- | ------- | ------- | ------ | ----- | ------- | ------- | ----- | ----- | ----- | ----- | ----- | ----- | ----- | ---- | ---- |
| 1969 | 250cc | Yamaha  | ESP -   | GER -  | FRA - | IOM -   | NED 15  | BEL - | RDA - | CZE - | FIN - | ULS - | NAT - | YUG - | 0    | -    |
| 1969 | 350cc | Yamaha  | ESP -   | GER -  |       | IOM -   | NED 10  |       | RDA - | CZE - | FIN - | ULS - | NAT - | YUG - | 0    | -    |
| 1970 | 250cc | Yamaha  | GER Ret | FRA -  | YUG - | IOM -   | NED Ret | BEL - | RDA - | CZE 7 | FIN - | ULS - | NAT - | ESP - | 4    | 33.º |
| 1971 | 50cc  | Jamathi | AUT -   | GER 7  | IOM - | NED Ret | BEL -   | RDA - | CZE - | SWE - | FIN - | ULS - | NAT 8 | ESP 6 | 12   | 14.º |
| 1971 | 250cc | Yamaha  | AUT 14  | GER 10 | IOM - | NED 11  | BEL 14  | RDA 9 | CZE - | SWE - | FIN - | ULS - | NAT - | ESP 7 | 7    | 27.º |